# Schwedische Badmintonmeisterschaft 1962
Die Schwedische Badmintonmeisterschaft 1962 fand vom 14. bis zum 15. April 1962 in Borås statt. Es war die 26. Austragung der nationalen Titelkämpfe im Badminton in Schweden.

## Titelträger
| Disziplin    | Sieger                                            |
| ------------ | ------------------------------------------------- |
| Herreneinzel | Bertil Glans Halmstads BMK                        |
| Dameneinzel  | Eva Pettersson Ystads BK                          |
| Herrendoppel | Bengt-Åke Jönsson Göran Wahlqvist BK Smash        |
| Damendoppel  | Lisbeth Friberg Eva Pettersson BK Drive Ystads BK |
| Mixed        | Göran Wahlqvist Eva Pettersson BK Smash Ystads BK |